# Nhà thờ Đức Mẹ Đồng trinh Maria Sầu bi ở Košice
Nhà thờ Đức Mẹ Đồng trinh Maria Sầu bi ở Košice (tiếng Slovakia: Kostol Sedembolestnej Panny Márie v Košice) là một nhà thờ được xây dựng theo phong cách kiến trúc Baroque, tọa lạc trên phố Na Kalvárii, thành phố Košice, Slovakia. Vào ngày 16 tháng 10 năm 1963, nhà thờ này được ghi danh vào Danh sách Di tích Trung ương theo quyết định của Bộ Văn hóa Cộng hòa Slovakia.

## Lịch sử
Nhà thờ này do các tu sĩ Dòng Tên ở Košice xây dựng với mục đích truyền bá giáo dục trong những bộ phận dân cư lớn nhất có thể. Việc xây dựng nhà thờ được quyết định vào năm 1736. Địa điểm xây dựng nhà thờ là một ngọn đồi ở tương đối xa trung tâm thành phố. Tên đồi Canvê được đặt cho ngọn đồi sau khi có quyết định xây dựng nhà thờ. Việc xây dựng nhà thờ bắt đầu sau khi bản thiết kế được chấp nhận vào năm 1742. Công việc xây dựng do thợ xây Nikodém Litzký đảm nhiệm. Nhà thờ được hoàn thành vào năm 1758.
Nhà thờ chỉ phục vụ các tu sĩ Dòng Tên trong 15 năm. Dòng Tên bị giải thể vào năm 1773. Sau đó, nhà thờ bị quân đội trưng dụng làm kho đạn dược. Ngay sau khi Chiến tranh Napoléon lắng xuống, nhà thờ này được Giáo hội Công giáo mua lại và tái thiết.